# 俄羅斯乙組足球聯賽
俄羅斯職業足球聯賽（Russia Professional Football League），前身為俄羅斯乙組足球聯賽，簡稱俄乙，是俄羅斯足球聯賽系統的第 3 級別。

## 外部連結
- （俄文） Professional Football League official website（页面存档备份，存于）
- （俄文） Department of professional football of the Russian Football Union（页面存档备份，存于）